# Encyrtus aurantii
Encyrtus aurantii är en stekelart som först beskrevs av Geoffroy 1785.  Encyrtus aurantii ingår i släktet Encyrtus och familjen sköldlussteklar. Arten är reproducerande i Sverige. Inga underarter finns listade i Catalogue of Life.